# Вудинг, Крис
Крис Вудинг (англ. Chris Wooding) — английский писатель. Родился 28 февраля 1977 года в городе Лестер, Великобритания. В настоящее время проживает в Лондоне. Свою первую книгу Crashing написал в возрасте 19 лет, однако опубликовал только в 1998 году.

## Награды и номинации
- 2001: «Элайзабел Крэй и Темное Братство» выиграла Nestlé Smarties Book Prize Silver Award[1]
- 2004: «Отрава» стала Lancashire Children’s Book of the Year[2]
- 2004: «Отрава» номинировалась на Carnegie Medal[3]
- 2007: «Шторм-вор» номинировался на Carnegie Medal[4]
- 2010: «Водопады возмездия» номинировались на Премию Артура Ч. Кларка